# Marcel Cohen
Pour les articles homonymes, voir Cohen.
Marcel Cohen (Marcel Samuel Raphaël Cohen) est un linguiste français, né le 6 février 1884 à Paris 9e et mort le 5 novembre 1974 à Cugand (Vendée).
Spécialiste des langues chamito-sémitiques et plus particulièrement éthio-sémitiques, il a été directeur d'études éthiopiennes et sud-arabes à l'École pratique des hautes études et professeur d'amharique à l'École nationale des langues orientales.
Il est connu pour être le fondateur de la sociolinguistique moderne,, notamment avec ses Matériaux pour une sociologie du langage, préparés dès 1949, publiés d'abord en 1956 sous le titre de Pour une sociologie du langage, et qui ont inspiré toute la sociolinguistique française ultérieure. Pionnier de l'étude des argots ou du langage enfantin notamment, il a fait entrer dans le champ de la linguistique moderne de nombreux domaines inexplorés et a eu une influence considérable sur le développement de cette discipline.
Responsable, avec son maître Antoine Meillet, de la collection des Langues du Monde, maître d’œuvre durant plusieurs décennies du Bulletin de la Société de Linguistique de Paris, il a été un des linguistes les plus prolifiques et les plus novateurs d'expression française au cours du XXe siècle.

## Biographie
Après ses études au lycée Condorcet à Paris, Marcel Cohen suit les enseignements de Mario Roques et d'Antoine Meillet à l'École pratique des hautes études. Il est reçu à l'agrégation de grammaire en 1908. Il s'oriente vers les langues sémitiques, apprend le guèze auprès de Joseph Halévy et l'amharique auprès de Casimir Mondon-Vidailhet. Diplômé en arabe maghrébin de l'École nationale des langues orientales en 1909, il est chargé de mission en Abyssinie de 1910 à 1911.
Ses premiers travaux publiés concernent l'argot de l'École polytechnique, et constituent la première tentative de description de terrain et d'analyse scientifique d'un argot français. En 1912, il reçoit le Prix Volney pour son œuvre Le parler arabe des Juifs d'Alger, une des premières études systématiques de grande ampleur de la variation linguistique au sein d'un groupe social, préfigurant le développement de la sociolinguistique.
Succédant à son maître Joseph Halévy, il est élu en 1919 à la chaire d'études éthiopiennes de l'EPHE, enseignant notamment le guèze, et plus tard aussi directeur d'études de l'ancienne Arabie du Sud. Sa thèse de doctorat porte sur Le système verbal sémitique et l'expression du temps (1924). Deux ans plus tard, il est nommé professeur d'amharique à l'École des langues orientales. Spécialiste des langues sémitiques, et notamment des langues éthiopiennes, il a publié en 1936 un monumental Traité de langue amharique. Parmi ses élèves figurent Marcel Griaule, Wolf Leslau (qui devient professeur de langues du Proche-Orient à l'Université de Californie) et Maxime Rodinson, ce dernier remplaçant Cohen à la chaire d'études éthiopiennes de l'EPHE lors de son départ à la retraite en 1955.
Auteur de la première histoire synthétique de la langue française, l'Histoire d'une langue, le français, il s'est intéressé aux patois gallo-romans et notamment au parler de Fressines (Deux-Sèvres). Il a également contribué à la dialectologie générale en fournissant des Instructions d'enquête linguistique, prises comme questionnaire de base pour des dizaines de descriptions linguistiques postérieures.
Marcel Cohen a également été le pionnier de l'étude du langage enfantin, publiant dès 1925 une étude Sur les langages successifs de l'enfant, dans les Mélanges offerts à Joseph Vendryès dont il avait été l'élève, mais encore de nombreux livres et articles sur le sujet.
Marcel Cohen était membre du Parti communiste français (il a donné de nombreux articles dans L'Humanité) et a joué un grand rôle dans la réorganisation du CNRS après la Seconde Guerre mondiale.
En 1947, il publie une histoire de la langue française, Histoire d'une langue, le français, qui se signale par une visée sociologique très explicite. Communiste convaincu, Marcel Cohen se propose d’étudier la langue française et son évolution comme un fait social, l’évolution du système communicatif étant principalement déterminée par des facteurs externes. Ainsi, le langage de Cohen dans cet ouvrage est empreint de la phraséologie marxiste basée sur une dialectique de l'antagonisme entre classe populaire et classe dominante ; ouvriers et patrons, enfants du peuple et enfants riches... sur des rapports de force et sur de perpétuels sous-entendus renvoyant à des disparités sociales.

## Distinctions
- Chevalier de la Légion d'honneur (1er septembre 1920)[7]

## Livres publiés
- Le Langage de l’École Polytechnique, Mémoires de la Société linguistique de Paris, 1908.
- Le parler arabe des juifs d'Alger, Champion, 1912
- Rapport sur une mission linguistique en Abyssinie (1910-1911), Imprimerie nationale, 1912
- La prononciation traditionnelle du Guèze (Éthiopien classique), Imprimerie nationale, 1920
- Couplets amhariques du Choa, Imprimerie nationale, 1924
- Les langues du monde (dir. avec Antoine Meillet), Champion, 1924 et 1952 ; Slatkine, 2000
- Observations sur les dernières persistances du langage enfantin, Alcan, 1933.
- Nouvelles études d'éthiopien méridional, Champion, 1939
- Traité de langue amharique, Institut d'ethnologie, Muséum national d'histoire naturelle, Paris, 1936
- Histoire d'une langue, le français, Éditions Hier et Aujourd'hui, 1948 ; Messidor-Éditions sociales, 1987
- Langues chamito-sémitiques, CNRS, 1952
- Instructions d'enquête linguistique, Centre international de dialectologie générale, 1952
- La grande invention de l'écriture et son évolution, Klincksieck, 1953 ; réédition dans Histoire et art de l'Écriture, Coll. Bouquins, Robert Laffont, 2005
- Grammaire et style, 1450-1950 : cinq cents ans de phrase française, Éditions sociales, 1954
- Cinquante années de recherches linguistiques, ethnographiques, sociologiques, critiques et pédagogiques, Imprimerie nationale, 1955
- Pour une sociologie du langage, Albin Michel, coll. « Sciences d'aujourd'hui », 1956
- Texte, Klincksieck, 1958
- Études sur le langage de l'enfant, Éditions du Scarabée, 1962
- Matériaux pour une sociologie du langage, Maspéro (Paris), 1971 (en deux volumes).
- Histoire d’une langue : le français (des lointaines origines à nos jours), Éditions sociales , 1973